# SP-57
A SP-57 é uma rodovia transversal do estado de São Paulo, administrada pelo Departamento de Estradas de Rodagem do Estado de São Paulo (DER-SP).

## Denominações
Recebe as seguintes denominações em seu trajeto:
Nome:	Sem denominação
- De - até:	BR-116 - Siderúrgica (Ponte de Ferro)

## Descrição
A rodovia não é asfaltada. Principais pontos de passagem: BR-116 - Siderurgica (Ponte de Ferro)

## Características

### Extensão
- Km Inicial: 64,600
- Km Final: 74,140

### Municípios atendidos
- Juquitiba

## Nova rodovia
Também é usada esta denominação para o projeto de nova rodovia ligando a Zona Sul da Capital à Itanhaém, no Litoral Sul Paulista. Caso esta nova rodovia seja construída, certamente uma das duas serão renomeadas oficialmente pelo DER-SP.

### Projeto
Com o crescente afluxo de carros domésticos e de transporte de cargas, ainda na Década de 1990 já se sentiu necessária uma nova rodovia pra auxiliar o tráfego na região, de preferência, ligando o Litoral Sul, com população, economia e importância em acelerado crescimento, à Zona Sul da Capital.
A SP-57 seria uma nova ligação entre a capital paulista e o Litoral Sul Paulista, saindo do bairro de Parelheiros ou do Rodoanel Mário Covas, atravessando a Serra do Mar através da região do Núcleo Curucutu e indo até  o município de Itanhaém, terminando na Rodovia Padre Manuel da Nóbrega.
Esta estrada foi proposta pela Assembleia Legislativa de São Paulo através do Projeto de Lei nº 560 de 1994 do deputado Erasmo Dias. O projeto de lei recebeu veto total (nº 6714 de 1997) do Governador Mário Covas.  Mas, meses depois, o projeto foi sancionado como a Lei 9851 de 1997 autorizando a construção da rodovia.
Apesar da autorização existente para a sua construção, a nova rodovia nunca foi sequer iniciada, pois seu percurso traria grandes riscos  à fauna e flora, em uma região de Mata Atlântica intocada, contendo nascente de rios, tudo dentro de uma Área de Preservação Permanente, o que contraria as leis ambientais, tornando o projeto, naquele momento, praticamente irrealizável e descartado.
Em 2012, a empresa concessionária Contern Construções e Comércio Ltda manifestou ao Governo Estadual interesse em construir e operar a rodovia, a princípio chamada provisoriamente de Nova Imigrantes. Posteriormente, postulou-se batizá-la como Rodovia Presidente João Goulart, em homenagem ao presidente deposto ilegalmente pela Ditadura Civil-Militar  de 1964, além de único presidente a tentar implementar uma Reforma Agrária ampla no Brasil.
Porém, com a autorização de Concessão à iniciativa privada dada ao Aeroporto de Itanhaém, a situação do projeto foi revisto pelo Governo Estadual. O aeroporto poderia receber grande investimento para receber voos comerciais de aviões de passageiros de médio porte, e ganhar importância estratégica devido à exploração do Pré-Sal, o que levou a ganhar nova urgência a existência de uma rodovia ligando a Capital à Itanhaém. Fato contínuo, no segundo semestre de 2015, no entanto, o DER noticia publicamente que o estudo de viabilidade da obra foi retomado e estaria concluído até o final do corrente ano.
Também se trabalha paralelamente em um plano de modernização conjunta da infra-estrutura local de transporte, não só construindo a nova rodovia Capital-Itanhaém, como duplicando totalmente a Rodovia Padre Manuel da Nóbrega entre Itanhaém e a Rodovia Régis Bitencourt, e ainda reativando a Ferrovia local.